# 洪水橋站 (巴士站)
洪水橋（英語：Hung Shui Kiu）是一個設於香港元朗區洪水橋的巴士分站。雖然本站為分站設計，但亦有四條巴士線以此為起點站或終點站，全部均是袛於平日繁忙時間提供服務的，是元朗區最多繁忙時間巴士線的巴士總站。
本站位於青山公路洪水橋段，旁為輕鐵洪水橋站；九巴稱此站為「洪水橋鐵路站」（英語：Hung Shui Kiu Railway Station），而港鐵則稱此站為「輕鐵洪水橋站」（英語：LR Hung Shui Kiu Stop）。

## 途經路線

### 九龍巴士68A線
- 朗屏邨 ↔ 青衣站

來往朗屏邨及青衣站，提供元朗市中心、屏山、洪水橋、藍地及屯門市中心往來荃灣市中心及青衣的巴士服務。

### 九龍巴士68X線
- 洪水橋（洪福邨） ↔ 旺角（柏景灣）

來往洪福邨及旺角（柏景灣），提供洪水橋、屏山及元朗市中心往來深水埗、太子及旺角的巴士服務。

### 九龍巴士258P線
- 洪水橋（洪福邨） → 藍田站（上午繁忙時間班次）
藍田站 → 洪天路（洪福邨）（下午繁忙時間班次）

2010年2月27日起投入服務，主要服務洪水橋、藍地、虎地及新墟等屯門東北地區往來黃大仙、九龍灣及觀塘等東九龍地區的乘客，是本區首條直達東九龍的專利巴士路線。

### 九龍巴士261P線
- 屯門（兆康苑） ↔ 上水（天平）

祗在平日早上繁忙時間服務，由屯門經洪水橋前往上水，往屯門方向不停此站。

### 九龍巴士268X線
- 洪水橋（洪福邨）↔ 佐敦（西九龍站）

來往洪福邨及佐敦（西九龍站），提供洪水橋、屏山及元朗市中心往來旺角及佐敦的巴士服務。

### 九龍巴士276P線
- 天水圍站 ↔ 上水

來往天水圍站及上水，提供洪水橋、屏山及元朗市中心往來上水的巴士服務。

### 過海隧道巴士960A線
- 960A：中環（砵典乍街） → 洪水橋（洪福邨）
- 960B：屯門（建生邨） ↔ 鰂魚涌（英皇道）

960的輔助線，提供港島中環開往屯門市中心、新墟、良景、寶田、建生、兆康苑、富泰、藍地及洪水橋的巴士服務，分別於2004年4月13日起投入服務，袛於平日星期一至五下午繁忙時間提供服務。

### 過海隧道巴士960P線
- 洪水橋（洪元路） → 銅鑼灣（維多利亞公園）（上午班次）
銅鑼灣（維多利亞公園） → 洪元路（洪福邨）（下午班次）

960的輔助線，提供洪水橋、藍地及屯門市中心開往港島中區、灣仔及銅鑼灣的巴士服務，袛於每日早上繁忙時間及平日星期一至五下午繁忙時間提供服務。

### 過海隧道巴士960X線
- 洪水橋（洪元路） → 鰂魚涌（英皇道）（上午班次）
鰂魚涌（英皇道）→洪水橋（洪福邨）（下午班次）

960的輔助線，提供洪水橋、藍地、良景及屯門市中心開往港島東區的巴士服務，袛於平日星期一至五繁忙時間提供服務。

### 過海隧道巴士N969線
- 天水圍市中心 ↔ 銅鑼灣（摩頓台）

由城巴獨自經營。提供天水圍區往來中區、灣仔、銅鑼灣和銅鑼灣、灣仔、中區往來屯門區、天水圍區的通宵巴士服務。於1998年8月10日起投入服務，於2015年12月8日起往天水圍市中心方向改經屯門公路和屯門沿途各站，往銅鑼灣摩頓台方向亦於2021年8月16日起改經屯門公路和屯門沿途各站。

### 新大嶼山巴士B2線
- 元朗站 ↔ 深圳灣口岸

新大嶼山巴士B2線是香港新界的一條專營巴士路線，來往元朗站和深圳灣口岸。

### 港鐵巴士K75A線
- 天水圍站 ↺ 洪水橋

### 港鐵巴士K75P線
- 天瑞 ↺ 洪水橋站

### 龍運巴士A34線
- 洪水橋（洪元路） ↔ 機場（地面運輸中心）

### 龍運巴士NA37線
- 國泰城 ↔ 天水圍市中心（經機場客運大樓及港珠澳大橋香港口岸）

### 新界區專線小巴606S線
- 元朗（鳳翔路） ↔ 尖沙咀東（麼地道）

## 停泊位置
- 258P、K75P停靠洪順路旁的巴士站。
- 68X、261P、960A、960X、K75則停靠輕鐵站旁的巴士站。
- 68A、B2於兩側亦設有分站。

## 過往路線資料

### 因輕鐵通車後取消的路線
1988年資料
- 61 元朗西↔屯門市中心
- 61A 元朗東↔蝴蝶邨
- 63 元朗東↔屯門碼頭
- 63A 元朗東↔良景邨

### 大欖隧道通車後改道或取消的路線
1998年資料
改道
- 68M 元朗西↔荃灣站
- N68元朗東↔佐敦道碼頭
- 69M 天瑞邨↔葵芳地鐵站

取消
- 64M 天耀邨↔荃灣碼頭
- 68 元朗東↔深水埗欽州街
- 68A 朗屏邨↔深水埗欽州街（是在取消19天至現時的68A）
- 第一代268B 元朗東→尖沙咀碼頭（非現時的268B）

### 因西鐵通車後取消的路線
2004年資料
- 263P 富泰邨→青衣機鐵站
- 657 洪水橋→廈村(循環線)（現時重組為K75）
- 63M 元朗東↔青衣機鐵站
- 63P 洪水橋→荃灣地鐵站

### 因其他原因遷離本站的路線
資料時間在列
- 63X 洪水橋（田心路）↔佐敦（渡華路）（2009年10月）
- 60P 屯門市中心↔上水（現時的261）
- 261R 屯門市中心↔上水（現時的261P）
- 263M 富泰邨↔青衣鐵路站（2014年已取消）
- 960B 鰂魚涌（英皇道）→洪水橋（洪福邨）（2022年7月）